# Reitterelater dubius
Reitterelater dubius là một loài bọ cánh cứng trong họ Elateridae. Loài này được Platia & Cate miêu tả khoa học năm 1990.